# Aftermath (Hillsong-United-Album)
Aftermath ist das zweite Studioalbum der australischen Lobpreisband Hillsong United. Es wurde am 15. Februar 2011 veröffentlicht.

## Hintergrund
Im März 2010 wurde bekanntgegeben, dass Hillsong United an ihrem zweiten Studioalbum arbeiten. Die Aufnahmen fanden in Alexandria, Arcadia und North Rocks (New South Wales), sowie in London und New York City statt. Für die Produktion des Albums waren Christopher Stevens, James Rudder, Joel Houston und Michael Guy Chislett verantwortlich. Joel Houston erklärte gegenüber dem Christian Broadcasting Network, das Wort Aftermath (deutsch: Nachwirkung, Folge) sei negativ besetzt, der Titel sei gewählt worden, da die Nachwirkung der Kreuzigung Jesu Christi Hoffnung, Freiheit und Frieden für die Menschheit bedeute.

## Titelliste
1. Take Heart – 7:37
2. Go – 3:37
3. Like An Avalanche – 4:24
4. Rhythms of Grace – 5:43
5. Aftermath – 5:00
6. B.E. (Interlude) – 2:54
7. Bones – 6:16
8. Father – 6:51
9. Nova – 5:45
10. Light Will Shine – 3:36
11. Search My Heart – 6:05
12. Awakening – 7:13
13. Search My Heart (Radio Version) – 3:55

## Rezeption

### Kritik
Jared Johnson von Allmusic gab dem Album vier von fünf Sternen. Er lobte die musikalische Vielfalt des Albums, die in der christlichen Musikszene oft fehle, und zog Vergleiche mit Chris Tomlin, Coldplay und Kings of Leon, als Highlight hob er das Lied Search My Heart hervor. Ryan Barbee von Jesus Freak Hideout zeigte sich weniger begeistert von Aftermath, er vergab drei Sterne und bemängelte, dass das Album an einigen Stellen nichts neues biete und nach etwa der ersten Hälfte an Kreativität verliere.

### Auszeichnungen
Aftermath wurde für einen Dove Award in der Kategorie Praise & Worship Album of the Year nominiert.

### Chartplatzierungen

#### Album
In den australischen Charts debütierte Aftermath am 27. Februar 2011 und erreichte dabei Rang vier. In den Vereinigten Staaten stieg es auf Platz 17 ein. In den Top Christian Albums war es das zweite Nummer-eins-Album der Gruppe. In Neuseeland konnte es Platz 12 erreichen.
| ChartsChartplatzierungen       | Höchstplatzierung | Wochen |
| ------------------------------ | ----------------- | ------ |
| Australien (ARIA)              | 4 (7 Wo.)         | 7      |
| Vereinigte Staaten (Billboard) | 17 (5 Wo.)        | 5      |

#### Singles
Die Singles Like An Avalanche und Search My Heart konnten sich in den Billboard Hot Christian Songs platzieren. Like An Avalanche war die erste Single von Hillsong United, die dort eine Chartplatzierung erreichte.

### Auszeichnungen für Musikverkäufe
In Australien wurde Aftermath 2019 mit einer Goldenen Schallplatte ausgezeichnet.
| Land/Region       | Auszeichnungen für Musikverkäufe (Land/Region, Auszeichnung, Verkäufe) | Verkäufe |
| ----------------- | ---------------------------------------------------------------------- | -------- |
| Australien (ARIA) | Gold                                                                   | 35.000   |
| Insgesamt         | 1× Gold ·                                                              | 35.000   |